# Hyrtios reticulatus
Hyrtios reticulatus är en svampdjursart som först beskrevs av Thiele 1899.  Hyrtios reticulatus ingår i släktet Hyrtios och familjen Thorectidae. Inga underarter finns listade i Catalogue of Life.